# Electrodinàmica quàntica de circuits
L'electrodinàmica quàntica de circuits (circuit EDQ o cEDQ) proporciona un mitjà per estudiar la interacció fonamental entre la llum i la matèria (òptica quàntica). Igual que en el camp de l'electrodinàmica quàntica de cavitats, un sol fotó dins d'una cavitat d'un sol mode s'acobla de manera coherent a un objecte quàntic (àtom). En contrast amb la cavitat EDQ, el fotó s'emmagatzema en un xip ressonador unidimensional en i l'objecte quàntic no és un àtom natural sinó un àtom artificial. Aquests àtoms artificials solen ser dispositius mesoscòpics que presenten un espectre d'energia semblant a un àtom. El camp del circuit electrodinàmic quàntic (cEDQ) és un exemple destacat per al processament d'informació quàntica i un candidat prometedor per a la computació quàntica futura.
A finals de la dècada del 2010, els experiments amb cQED en 3 dimensions han demostrat la porta de teleportació determinista i altres operacions en múltiples Qbits.

## Ressonador
Els dispositius ressonants utilitzats per al circuit QED són ressonadors de microones de línies coplanars superconductores, que són anàlegs de les microones bidimensionals de l'interferòmetre de Fabry-Pérot. Les línies coplanars consisteixen en una línia central que transporta el senyal flanquejada per dos plans posats a terra. Aquesta estructura plana es posa sobre un substrat dielèctric mitjançant un procés fotolitogràfic. Els materials superconductors utilitzats són majoritàriament alumini (Al) o niobi (Nb). Els dielèctrics que s'utilitzen normalment com a substrats són silici oxidat superficialment (Si) o safir (Al₂O₃).
La impedància de la línia ve donada per les propietats geomètriques, que es trien per coincidir amb els 50 {\displaystyle \Omega } de l'equip de microones perifèric per evitar la reflexió parcial del senyal.
El camp elèctric està bàsicament confinat entre el conductor central i els plans de terra, donant lloc a un volum de mode molt petit {\displaystyle V_{m}} que dona lloc a camps elèctrics molt elevats per fotó {\displaystyle E_{0}} (en comparació amb les cavitats tridimensionals). Matemàticament, el camp {\displaystyle E_{0}} es pot trobar com
{\displaystyle E_{0}={\sqrt {\frac {\hbar \omega _{r}}{2\varepsilon _{0}V_{m}}}}},
on {\displaystyle \hbar } és la constant de Planck reduïda, {\displaystyle \omega _{r}} és la freqüència angular, i {\displaystyle \varepsilon _{0}} és la permitivitat de l'espai lliure.
Es poden distingir dos tipus diferents de ressonadors: {\displaystyle \lambda /2} i {\displaystyle \lambda /4}. Els ressonadors de mitja longitud d'ona es fan trencant el conductor central en dos punts amb la distància {\displaystyle \ell }. La peça resultant del conductor central està d'aquesta manera acoblada capacitivament a l'entrada i la sortida i representa un ressonador amb {\displaystyle E}-antinodes de camp als seus extrems. Els ressonadors d'un quart d'ona són peces curtes d'una línia coplanar, que estan curtes a terra en un extrem i acoblades capacitivament a una línia d'alimentació a l'altre. Les freqüències de ressonància estan donades per
{\displaystyle \lambda /2:\quad \nu _{n}={\frac {c}{\sqrt {\varepsilon _{\text{eff}}}}}{\frac {n}{2\ell }}\quad (n=1,2,3,\ldots )\qquad \lambda /4:\quad \nu _{n}={\frac {c}{\sqrt {\varepsilon _{\text{eff}}}}}{\frac {2n+1}{4\ell }}\quad (n=0,1,2,\ldots )}
amb {\displaystyle \varepsilon _{\text{eff}}} sent la permitivitat dielèctrica efectiva del dispositiu.

## Àtoms artificials: Qbits
El primer àtom artificial realitzat al circuit QED va ser l'anomenada «caixa de parells de Cooper», també coneguda com a «Qbit de càrrega». En aquest dispositiu, un dipòsit de parells de Cooper s'acobla a través d'unions de Josephson a una illa superconductora tancada. L'estat de la caixa de parells de Cooper (Qbit) ve donat pel nombre de parells de Cooper a l'illa ({\displaystyle N} parelles de Cooper parelles per a l'estat fonamental {\displaystyle \mid g\rangle } i {\displaystyle N+1} per l'estat excitat {\displaystyle \mid e\rangle }).
Controlant l'energia de Coulomb (corrent de polarització) i l'energia de Josephson (biaix de flux), la freqüència de transició {\displaystyle \omega _{a}} està afinada. A causa de la no linealitat de les unions de Josephson, la caixa del parell de Cooper mostra un espectre d'energia semblant a un àtom.
Altres exemples més recents de Qbits utilitzats al circuit QED són els anomenats Qbits transmons (més insensibles al soroll de càrrega en comparació amb la caixa de parells de Cooper) i els Qbits de flux (l'estat dels quals ve donat per la direcció d'un supercorrent en un bucle superconductor intersecat per les unions de Josephson). Tots aquests dispositius presenten moments dipolars {\displaystyle d} molt grans (fins a 103 vegades més grans que {\displaystyle n} àtoms de Rydberg), cosa que els qualifica com a homòlegs d'acoblament extremadament adequats per al camp de llum del circuit QED.

## Teoria
La descripció quàntica completa de la interacció matèria-llum ve donada pel model de Jaynes-Cummings. Els tres termes del model de Jaynes-Cummings es poden atribuir a un terme de cavitat, que és imitat per un oscil·lador harmònic, un terme atòmic i un terme d'interacció.
{\displaystyle {\mathcal {H}}_{\text{JC}}=\underbrace {\hbar \omega _{r}\left(a^{\dagger }a+{\frac {1}{2}}\right)} _{\text{cavity term}}+\underbrace {{\frac {1}{2}}\hbar \omega _{a}\sigma _{z}} _{\text{atomic term}}+\underbrace {\hbar g\left(\sigma _{+}a+a^{\dagger }\sigma _{-}\right)} _{\text{interaction term}}}
En aquesta formulació, {\displaystyle \omega _{r}} és la freqüència de ressonància de la cavitat, i {\displaystyle a^{\dagger }} i {\displaystyle a} són operadors de creació i aniquilació de fotons, respectivament. El terme atòmic ve donat pel Hamiltonià d'un sistema de spin-½, amb {\displaystyle \omega _{a}} sent la freqüència de transició i {\displaystyle \sigma _{z}} la matriu de Pauli. Els operadors {\displaystyle \sigma _{\pm }} són operadors de pujada i baixada (operadors d'escala) per als estats atòmics. Per al cas de la desintonització zero ({\displaystyle \omega _{r}=\omega _{a}}) la interacció augmenta la degeneració de l'estat del nombre de fotons {\displaystyle \mid n\rangle } i els estats atòmics {\displaystyle \mid g\rangle } i {\displaystyle \mid e\rangle } i es formen parelles d'estats netes. Aquests nous estats són superposicions d'estats de cavitat i àtom
{\displaystyle \mid n,\pm \rangle ={\frac {1}{\sqrt {2}}}\left(\mid g\rangle \mid n\rangle \pm \mid e\rangle \mid n-1\rangle \right)}
i estan dividits energèticament per {\displaystyle 2g{\sqrt {n}}}. Si la desintonització és significativament més gran que la cavitat combinada i l'amplada de línia atòmica {\displaystyle \pm g^{2}/\Delta } (amb la desintonització {\displaystyle \Delta =\omega _{a}-\omega _{r}}) segons l'estat atòmic. Això proporciona la possibilitat de llegir l'estat atòmic (Qbit) mesurant la freqüència de transició.
L'acoblament ve donat per {\displaystyle g=E\cdot d} (per a l'acoblament dipolar elèctric). Si l'acoblament és molt més gran que la taxa de pèrdua de cavitat {\displaystyle \kappa ={\frac {\omega _{r}}{Q}}} (factor de qualitat {\displaystyle Q}; més alt {\displaystyle Q}, com més temps roman el fotó dins del ressonador) així com la taxa de decoherència {\displaystyle \gamma } (velocitat a la qual el Qbit es relaxa en modes diferents del mode ressonador) s'aconsegueix el règim d'acoblament fort. A causa dels camps elevats i les baixes pèrdues dels ressonadors coplanars juntament amb els grans moments dipolars i els llargs temps de decoherència dels Qbits, es pot aconseguir fàcilment el fort règim d'acoblament en el camp del circuit QED. La combinació del model de Jaynes-Cummings i les cavitats acoblades condueix al model de Jaynes-Cummings-Hubbard.